# Neo-capitalism
Neo-capitalismul este o ideologie economică care îmbină unele elemente ale capitalismului cu alte sisteme.
Noul capitalism era nou în comparație cu capitalismul din era dinaintea celui de-al Doilea Război Mondial. [ necesită citare ]
Ideologie socială și economică apărută în a doua jumătate a secolului XX și în care doctrina capitalistă devine mai profundă, bazându-se pe revoluția tehnologică și pe internaționalizarea piețelor.
Este un termen folosit pentru a desemna o nouă formă de capitalism care se caracterizează prin corectarea exceselor sale prin aplicarea unor măsuri care veghează asupra bunăstării sociale.
Printre aspectele importante se numără o mare libertate economică, atașarea proprietății private a industriilor și companiilor, moderată cu o planificare economică centralizată, care poate include faptul că statul este proprietarul unor mijloace de producție.
Încearcă să susțină un echilibru între creșterea economică, inflația mai scăzută, nivelurile scăzute ale șomajului, condițiile bune de muncă, asistența socială și serviciile publice bune, pe parcursul intervenției statului în economie.
Apare în companiile tehnologice reconstruite în perioada postbelică.
Unul dintre cei mai remarcabili reprezentanți ai săi este economistul keynesian Paul A. Samuelson.